# Historia de la Navidad en Cuba

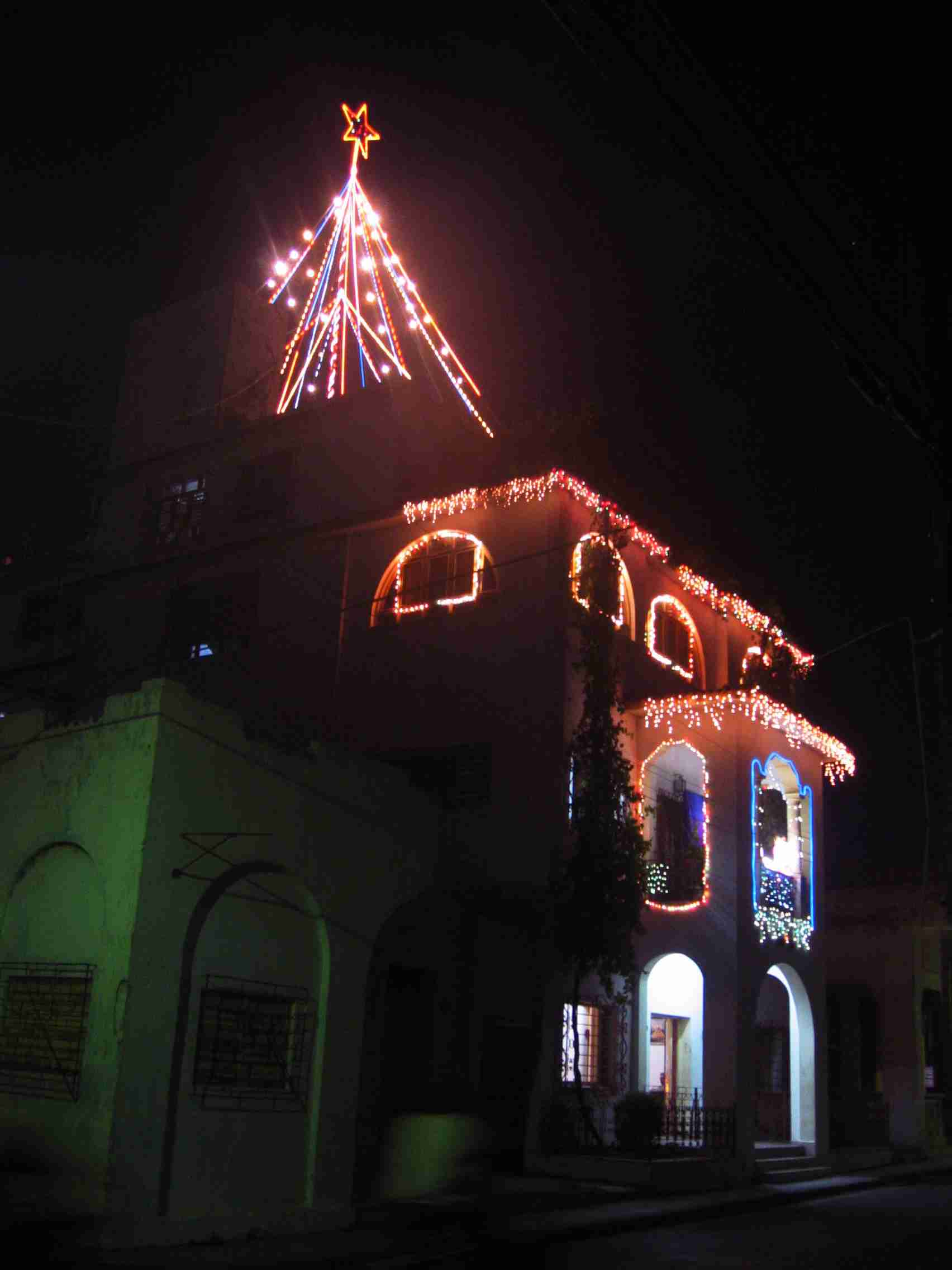
Decoraciones navideñas en Cuba.

La historia de la Navidad en Cuba ha tenido varios siglos, dejando de celebrarse oficialmente durante el gobierno de Fidel Castro, entre 1969 y 1996.

## Antecedentes
El 320 d. C. el papa Julio I instauró la Navidad el 25 de diciembre. Tras la conquista del Imperio español de la isla de Cuba, los españoles evangelizaron a los habitantes en su fe, y comenzó a celebrarse la Navidad.
Durante el gobierno de Fidel Castro, el Estado se declaró ateo, y la Navidad era declarada día no laborable.

## 1969-1996

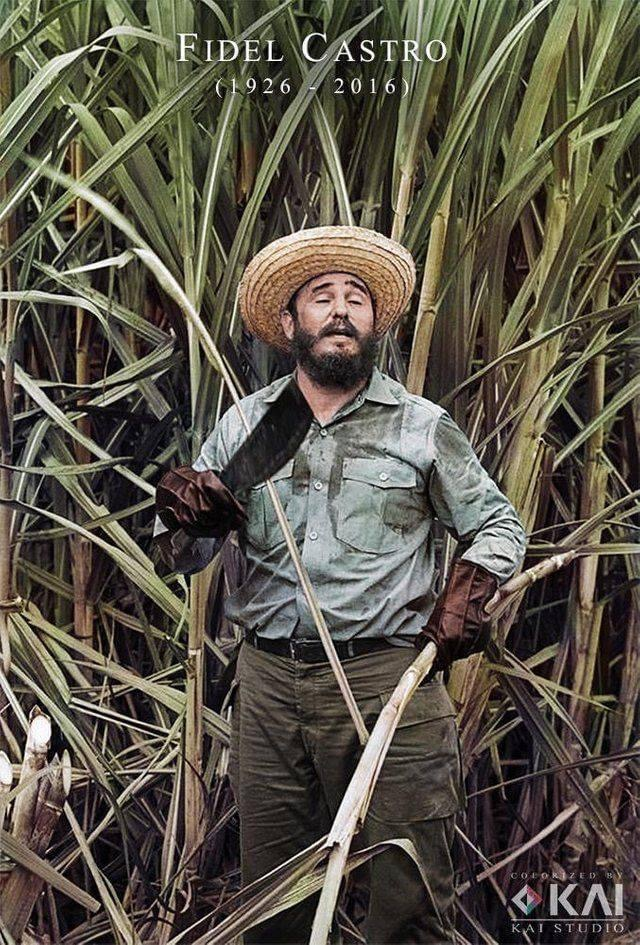
Fidel Castro en 1969. Ese año suspendió las celebraciones navideñas.

En enero de 1969, Castro celebró públicamente el décimo aniversario de su administración en la Plaza de la Revolución, aprovechando la ocasión para preguntar a la multitud reunida si tolerarían la reducción de las raciones de azúcar, lo que reflejaba los problemas económicos del país. La mayor parte de la cosecha de azúcar se enviaba a la Unión Soviética, pero la cosecha de 1969 resultó gravemente dañada por un huracán; el gobierno anunció la suspensión de las celebraciones de la Navidad, Año Nuevo y Día de Reyes, posponiendo las vacaciones de Año Nuevo de 1969-1970 para alargar la cosecha. Los militares fueron reclutados, mientras que Castro y varios otros ministros del gabinete y diplomáticos extranjeros se unieron.  La campaña fue conocida como la Zafra de los diez millones, sin embargo, el país no cumplió con la cuota de producción de azúcar de ese año.
Después de que se dejase de celebrarse y promoverse la tradición navideña, la celebración más importante se convirtió en el 31 de diciembre, coincidente con el aniversario de la revolución. Adornos navideños continuaron apreciándose en los restaurantes, hoteles y comercios de venta en divisas extranjeras.
En 1995 el Partido Comunista emitió una circular en la que prohibía la exhibición de árboles de Navidad en lugares públicos que no fueran los frecuentados por turistas.
Según reportó el diario La Nación en 1997, «en los últimos años se ha hecho común la práctica de adornar el hogar ese día con el tradicional árbol de Navidad, muy costoso para la economía cubana».

## 1997-presente

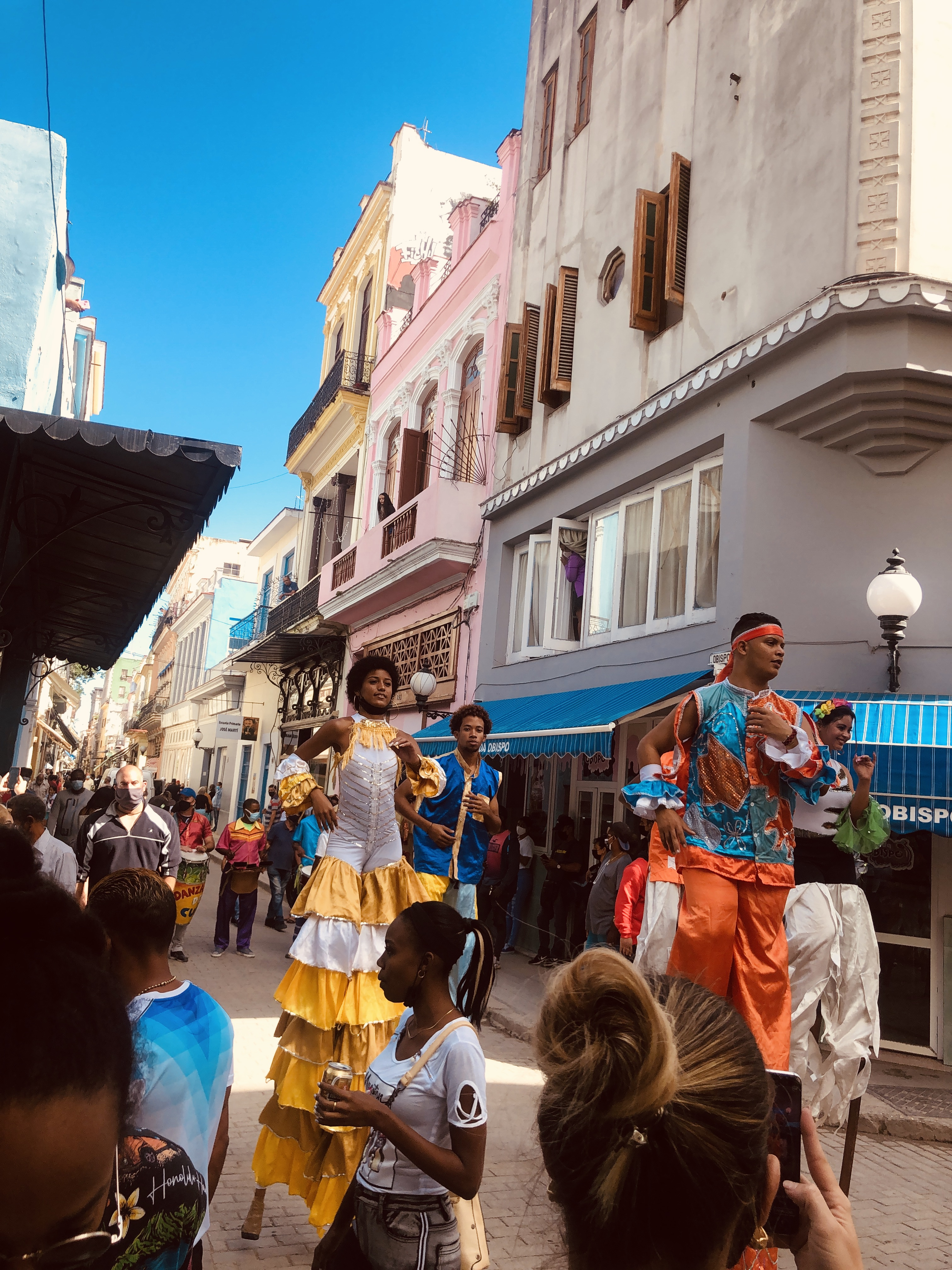
Celebración el día de la Nochebuena en Cuba.

El gobierno de Castro invitó al papa Juan Pablo II a la isla. La Iglesia católica cubana solicitó que la celebración de la Navidad se retomara oficial y permanentemente.
El 13 de diciembre de 1997 Castro anunció que, como medida de «carácter excepcional», con motivo de la visita del papa, que la Navidad era declarada día festivo.
El 20 de diciembre se publicó en Granma un mensaje del papa, donde Juan Pablo II declaró que la Navidad era una tradición que estaba arraigada en el corazón de los cubanos. Esa visita de Juan Pablo II fue entendida como un espaldarazo a los católicos en el país. Ese año hubo celebraciones oficiales tras 28 años, pero La Nación reportó que «pocos estuvieron en condiciones de comprar un arbolito»; no hubo entregas oficiales de regalos.
Isidro Gómez, funcionario de la Oficina de Asuntos Religiosos del Partido Comunista, declaró en 1997 que habían sido abolidas las limitaciones para la colocación de árboles de Navidad en lugares públicos no frecuentados por turistas.
En noviembre de 1998, el gobierno cubano autorizó la entrada a la isla de cuarenta sacerdotes, religiosos y religiosas extranjeros, entre ellos algunos de origen cubano, que iban con la intención de realizar su trabajo pastoral en distintas diócesis de la isla.
El 1 de diciembre de 1998 el Buró Político del Partido Comunista decretó el día de Navidad como fiesta permanente en Cuba.
Actualmente la celebración de la Navidad ha ganado espacios, aunque habiendo al menos seis expresiones religiosas notables en Cuba, la relación entre sus creyentes con la Navidad es distinta. Son apreciables los árboles de Navidad y las imágenes de Santa Claus en los hogares y negocios privados.